# تراکاشت (نهال بذری)

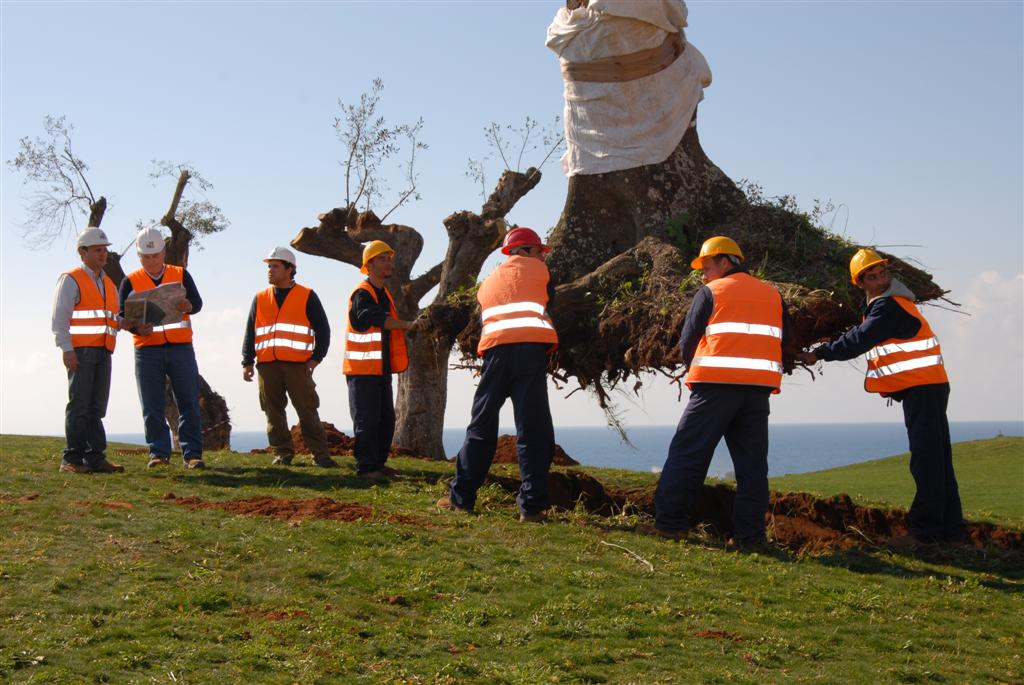
تراکشت یک درخت زیتون در یونان

در کشاورزی و باغبانی تَراکاشت (به انگلیسی: Transplant) یا واکاری (به انگلیسی: Replant) روشی است که گیاه ابتدا در یک مکان موقت کاشت می‌شود تا پس از آن که به استقامت و رشد کافی رسید آن را به بستر دائمی آن منتقل کنند. معمولاً گیاه از بذر در شرایط مطلوب در جایی مانند گلخانه یا یک بستر مناسب دیگر که از بادهای شدید، آفتاب سوزان و خشک بالا به دور است، کاشته شده و به‌شدت از آن حفاظت می‌شود تا گیاه به سن مناسب رسیده و بتوان آن را در محل دائمی خود که معمولاً در فضای باز است کاشت. خطر از بین رفتن گیاه در این روش نسبتاً بالا است، ولی بسیار به شیوه اجرای عملیات نیاز دارد. از این رو در باغبانی و پرورش برخی از گیاهان زینتی، تلاش می‌شود تا کمتر از از تراکاشتن استفاده شود یا اگر تراکاشتن صورت بگیرد، دقت بسیار زیادی انجام می‌شود تا گیاه سالم بماند.
پیوند کاربردهای مختلفی دارد از جمله:
- طولانی کردن فصل رشد با شروع رشد گیاهان در داخل منزل پیش از آن که شرایط مناسب در فضای باز فراهم شود.
- محافظت از گیاهان جوان در برابر بیماری‌ها و آفات تا زمانی که به اندازه کافی بزرگ و بر پا شوند
- اجتناب از مشکلات جوانه‌زنی که ممکن است برای گیاه در زمین باز صورت بگیرد از این طریق که به جای کاشت مستقیم بذر، نهال آماده شده را می‌کاریم.

ارقام و گونه‌های مختلف در برابر تراکاشت واکنش‌های متفاوتی نشان می‌دهند. برای برخی از گونه‌ها تراکاشتن توصیه نمی‌شود. پس از کاشت گیاه در بستر نهایی گیاه ممکن است دچار شوک — استرس یا آسیب‌های وارد شده به گیاه در این فرایند — شود. جلوگیری از شوک تراکاشت نگرانی اصلی در این موضوع است. گیاهانی که در شرایط محافظت‌شده پرورش می‌یابند معمولاً به یک دوره سازگاری نیاز دارند که آن را به عنوان سخت شدن می‌شناسند (همچنین به مقاومت در برابر سرما مراجعه کنید). همچنین در هنگام تراکاشت (منتقل کردن گیاه از منطقه محافظت‌شده اولیه به بستر نهایی) باید از ایجاد هر آسیبی در ریشه جلوگیری شود یا به حداقل برسد. مرحله رشد تراکاشت، شرایط آب و هوایی هنگام تراکاشت و درمان و نگهداری بلافاصله از گیاهان تراکاشتی از عوامل مهم دیگر هستند.

## آلبوم عکس

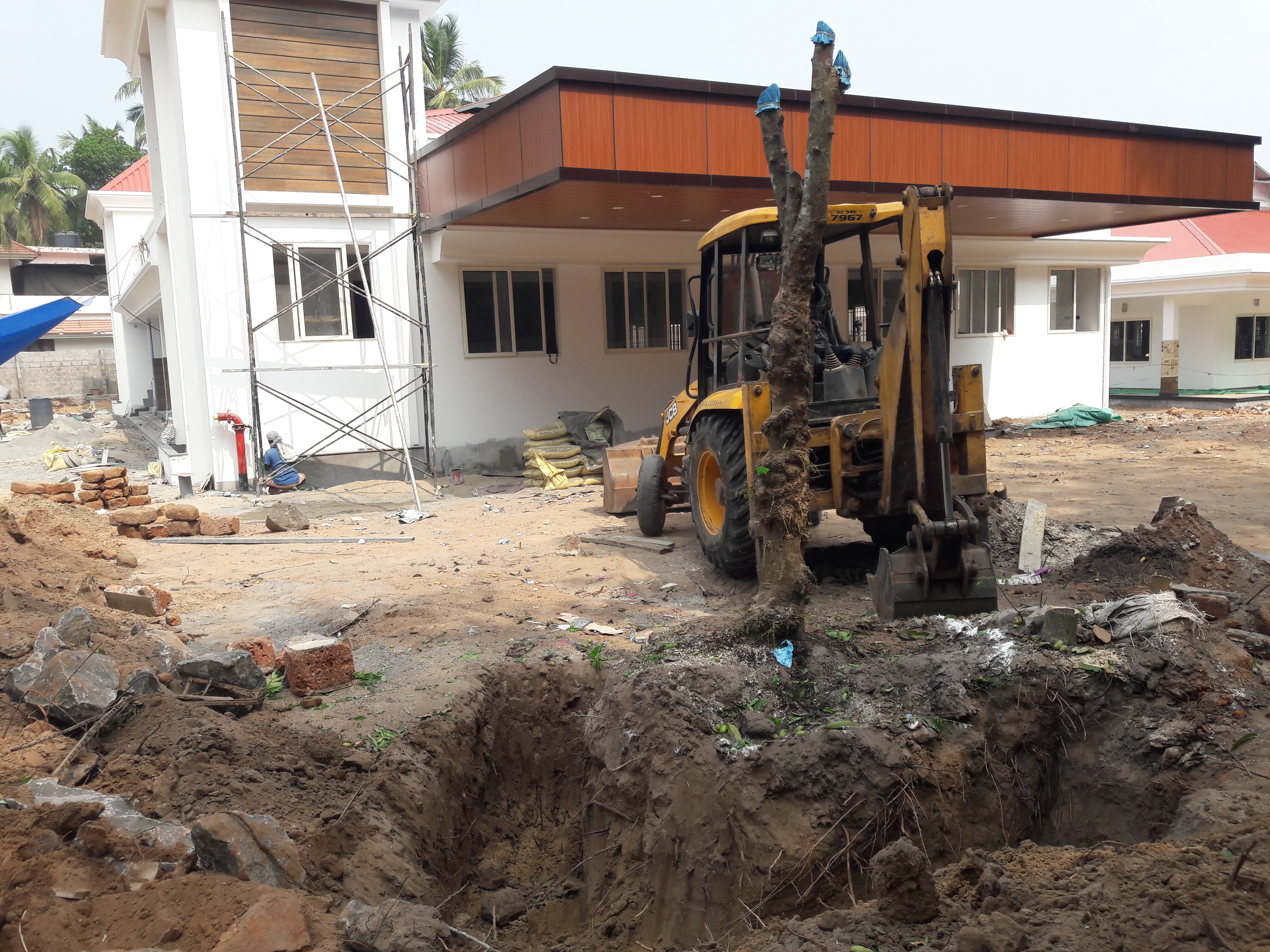
تراکاشت درخت بیلیمبی (Averrhoa bilimbi)
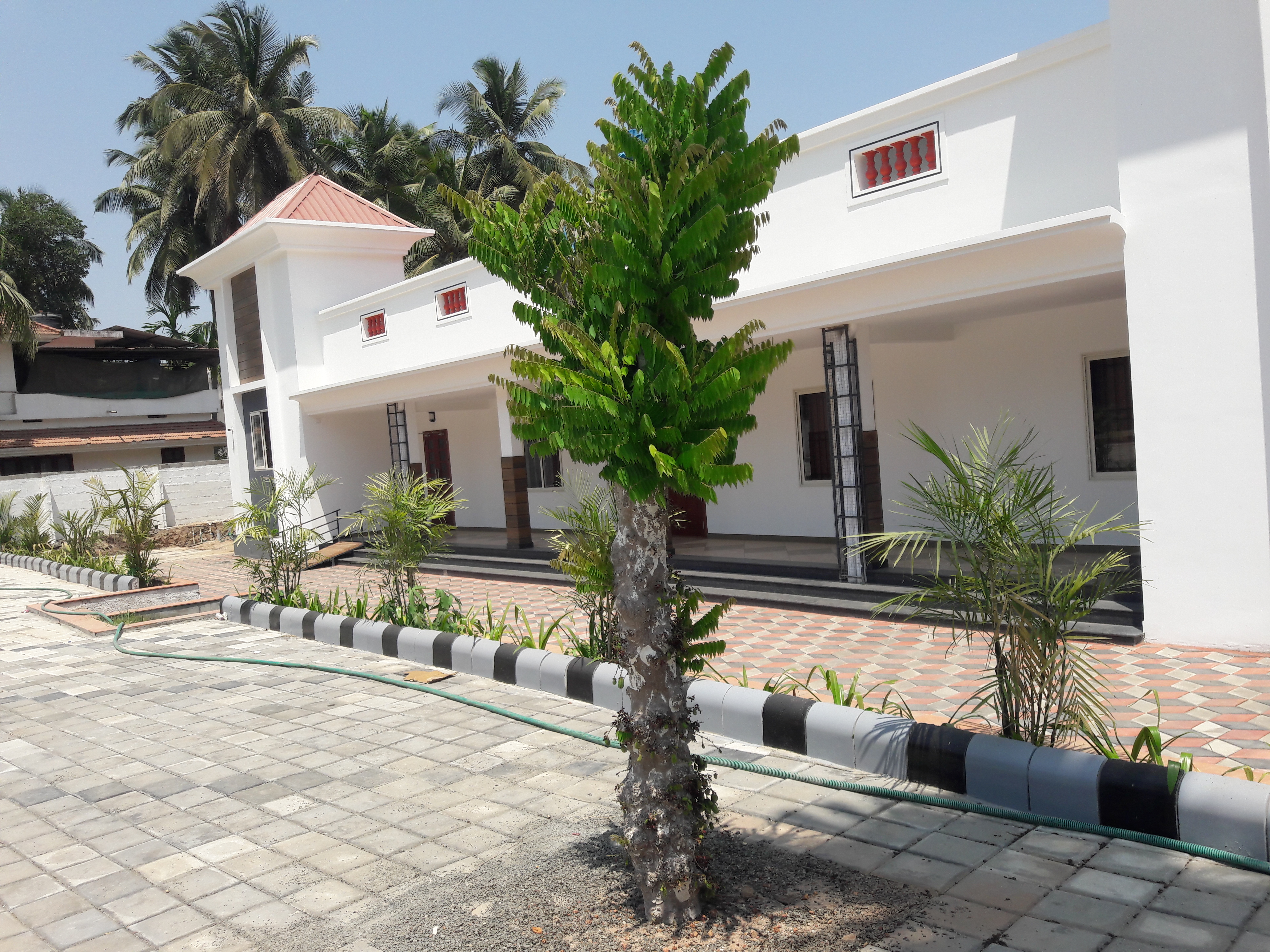
درخت بیلیمبی پس از تراکاشت
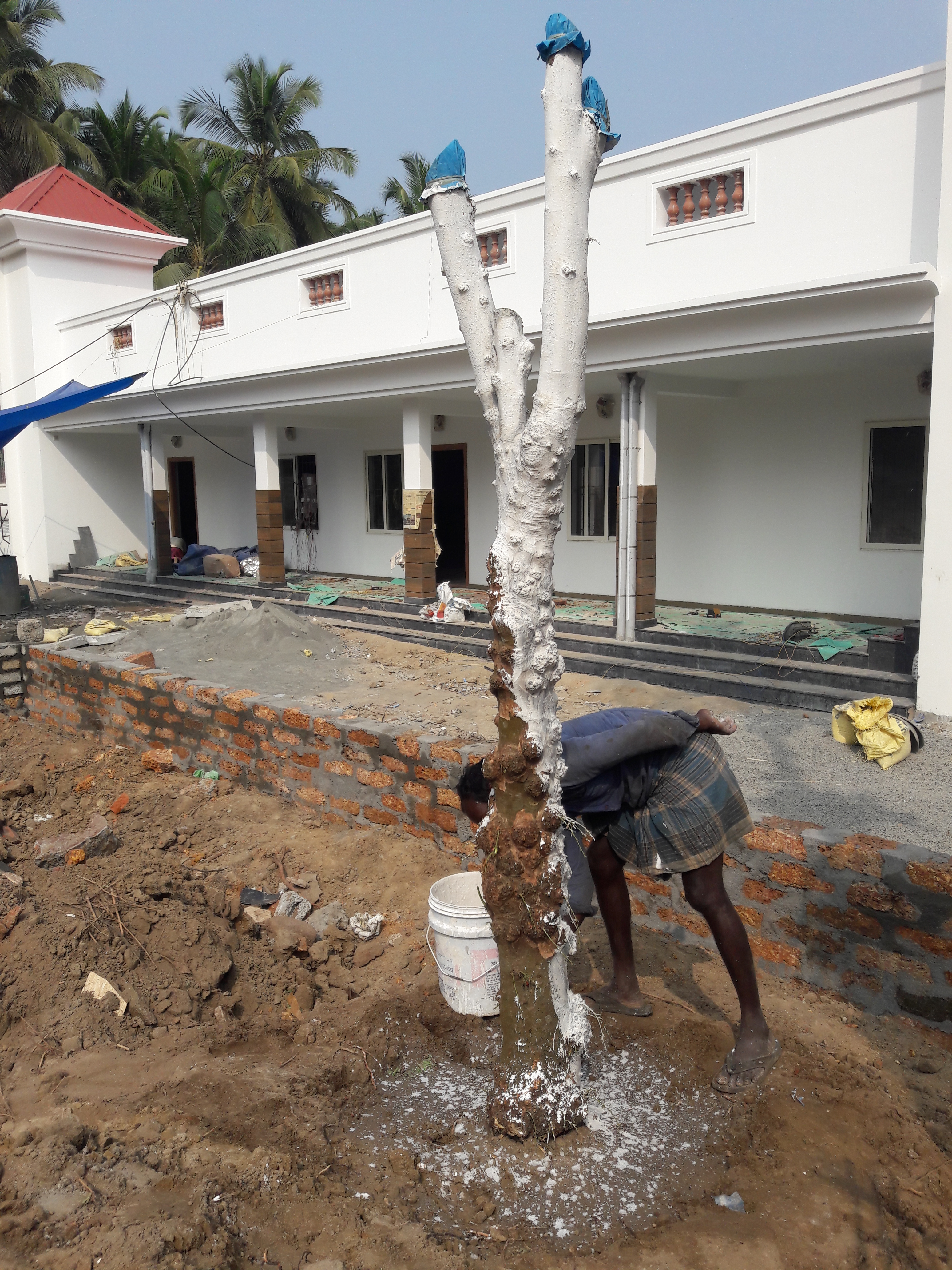
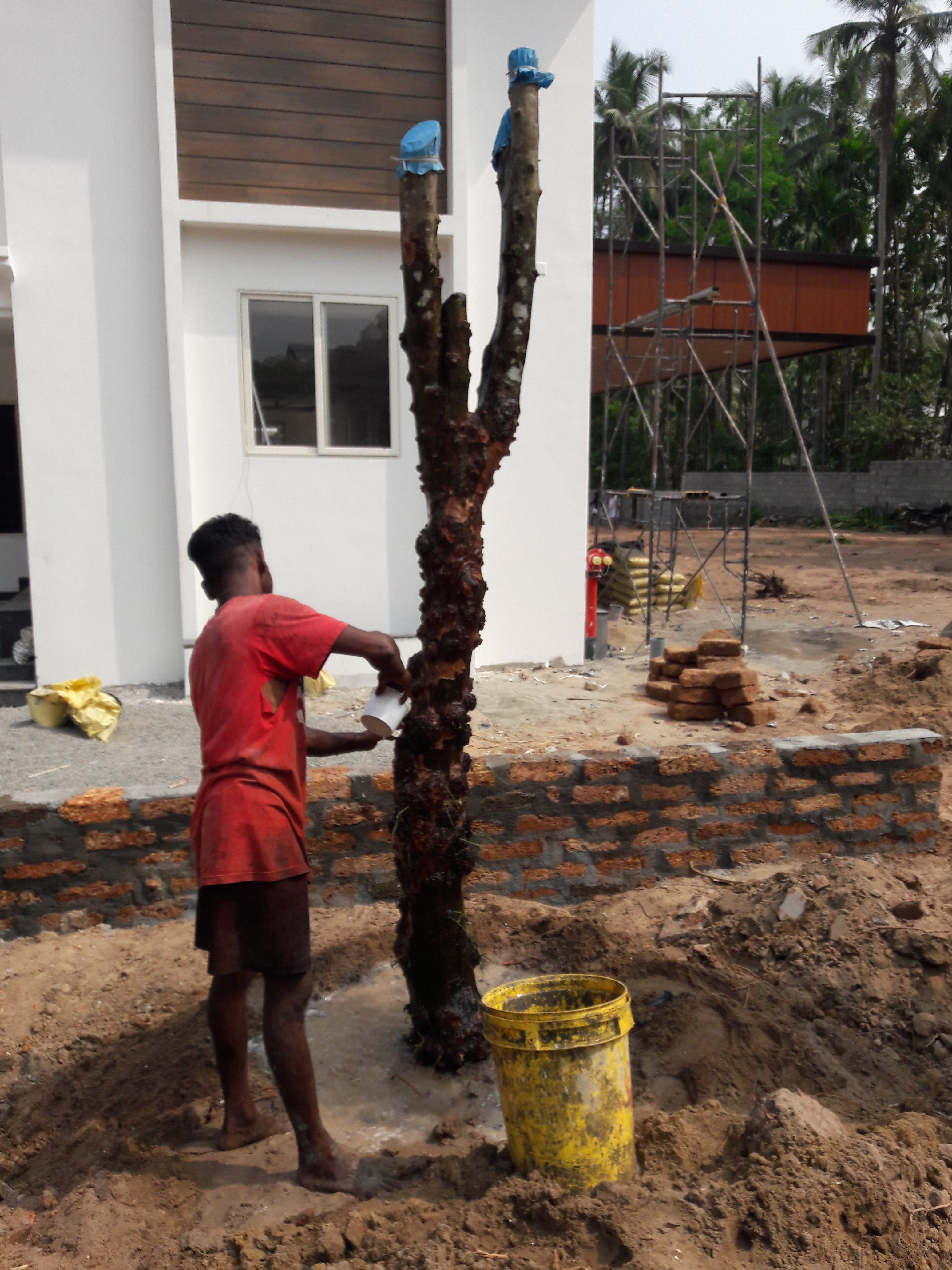
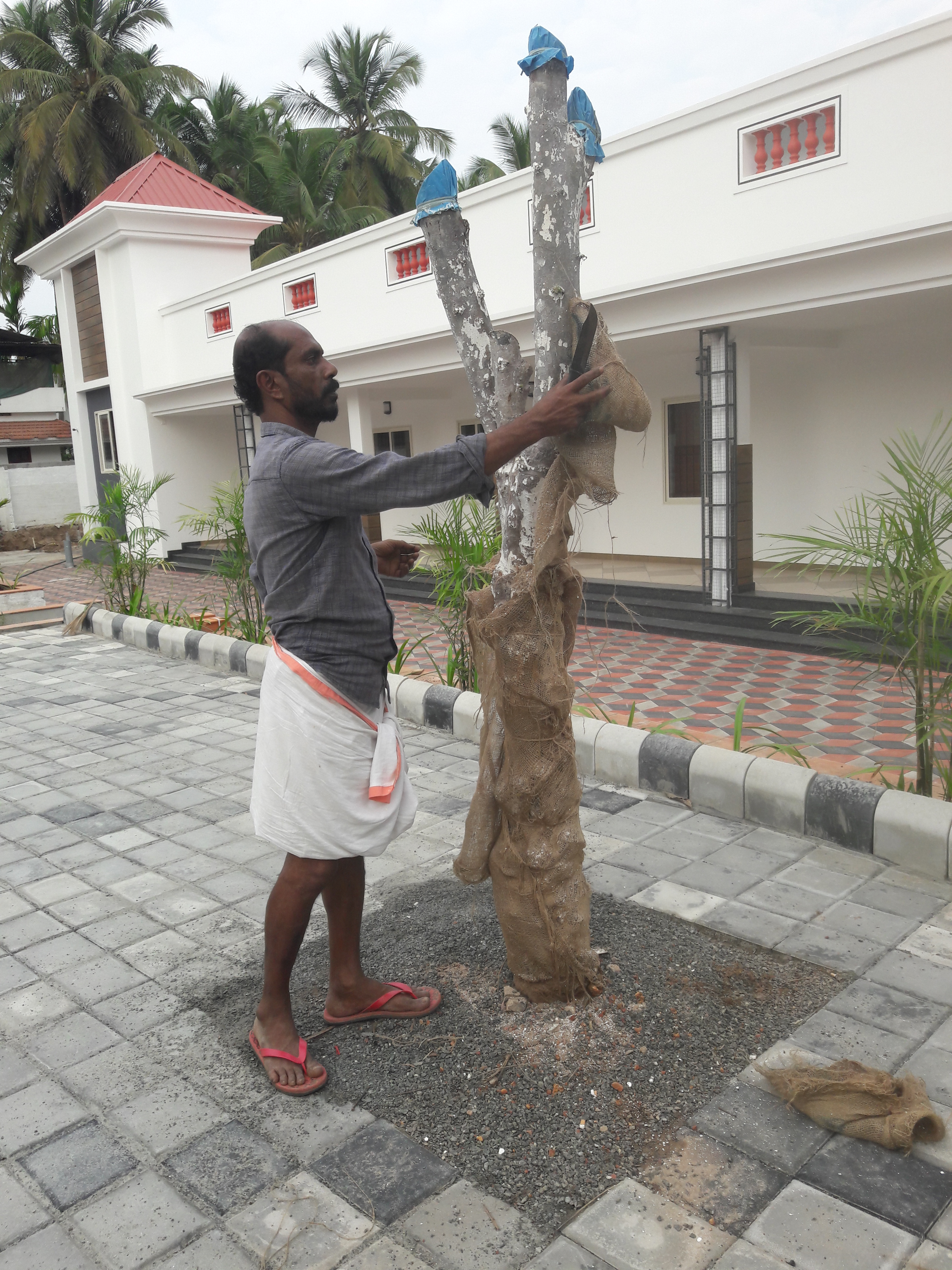
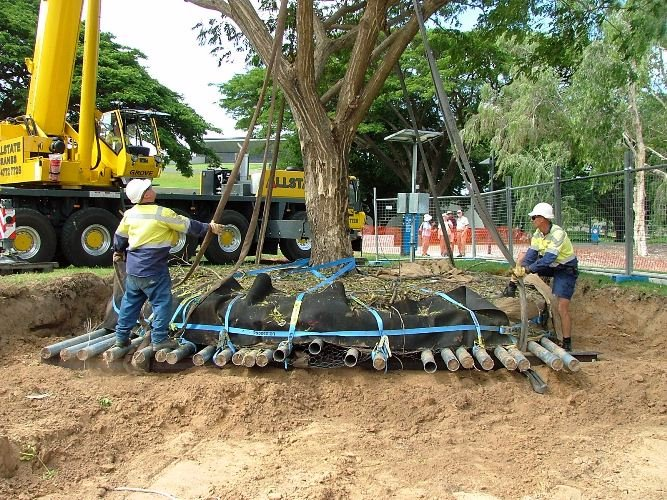
تراکاشت درخت در استرالیا

1. ↑  از trans:ترا و plant:کاشتن
2. ↑  از re:باز و plant:کاشتن